# 北島良子
北島 良子（きたじま りょうこ、1976年6月12日 - ）は、秋田県秋田市出身の女子陸上競技（長距離走・マラソン）選手・指導者・トレイルランナー。
秋田県立秋田北高等学校、城西短期大学卒業。

## 略歴
短大卒業後、みずほ銀行（入社当時は富士銀行）へ入社し陸上競技部に所属するも、2004年に陸上競技部が廃部。その後ヤマダ電機女子陸上部へ移籍。
初マラソンは1998年のベルリンマラソンで2時間36分55秒で8位。4年後の2002年大阪国際女子マラソンで2時間29分20秒で6位。2年後の2004年大阪国際女子マラソンは2時間31分18秒で再び6位。
2004年2月に結婚し、姓名登録を北島から「江田（えだ）良子」へ変更。なお結婚後も平日はヤマダ電機の寮で、週末は夫と生活しながら競技を続けていた。
当初はマラソン選手で最後の大会として出場だった、2005年名古屋国際女子マラソンでは、自身終盤まで原裕美子（優勝）・大島めぐみ（2位）らと先頭を争った。マラソン初優勝はならずも、自己記録を4分以上更新の2時間24分54秒で3位入賞。その後、2005年8月にヘルシンキで開催の世界陸上選手権・女子マラソン日本代表選出、現役続行となった。
世界陸上ヘルシンキ大会の女子マラソン本番は、優勝したポーラ・ラドクリフらハイペースの先頭集団についていかず、レース後半追い上げるも2時間31分16秒の17位に終わった。そして2005年10月14日付でヤマダ電機陸上部を退部し、一時的に選手活動から離れていた。
その後は2児を出産。母として育児する傍ら、2007年から2011年の4年間、レッズランドのスクール（ランニングプロジェクト）で、陸上競技指導者を務めた。
2011年4月にスポーツエイド・ジャパンに所属し「ランニング塾」を2年間担当、2013年4月よりRUN塾を開講、現在は主にトレイルランナーで活動中。
ほか2015年2月の東京マラソンでは、20ポンドの重りを背負って42.195kmを3時間22分53秒で完走し、ギネス世界記録を更新した。
しかし2015年に夫と離婚し、旧姓の「北島良子」に戻った事を自身のブログに記載している。

## 自己ベスト
- 5000m　15分57秒64（神戸女子選抜長距離大会・2001年10月14日）
- 10000m　32分29秒79（全日本実業団・2001年9月29日）
- ハーフマラソン　1時間11分22秒（全日本実業団ハーフ・2001年3月11日）
- マラソン　2時間24分54秒（名古屋国際女子マラソン・2005年3月13日）